# Sandown Castle
Sandown Castle är ett slott i Storbritannien.   Det ligger i grevskapet Kent och riksdelen England, i den sydöstra delen av landet, 110 km öster om huvudstaden London. Sandown Castle ligger 2 meter över havet.
Terrängen runt Sandown Castle är platt. Havet är nära Sandown Castle åt nordost.  Närmaste större samhälle är Deal, 1,7 km söder om Sandown Castle. 